# Hill holder

Spia dell'hill holder

Hill holder (in italiano assistente alla partenza in salita) è un sistema elettronico che permette ad un'autovettura dotata di cambio manuale o automatico di effettuare partenze facilitate in salita.

## Funzionamento
Dei sensori rilevano l'inclinazione dell'autovettura ferma in salita e ne impediscono la retromarcia bloccando i freni, consentendo così all'automobilista un più comodo uso del pedale della frizione per la ripartenza. Naturalmente il freno viene rilasciato automaticamente non appena il veicolo è in movimento. Si tratta di fatto della versione elettronica del freno di stazionamento che agisce invece meccanicamente.
L'invenzione non è particolarmente moderna: risulta infatti presentata dalla Studebaker già nel 1936. Come nome depositato (hill holder) è invece stato usato nel 1999 per i mezzi a cambio manuale da Schaeffler Technologies AG and Co KG e Schaeffler Buehl Verwaltungs GmbH, mentre per i mezzi a cambio automatico (hill hold) nel 2000 dalla Subaru, mentre altre versioni dello stesso meccanismo vengono usate da varie case automobilistiche con nomi commercialmente diversi ma con lo stesso principio base.
I brevetti che riguardano questi sistemi sono scaduti anticipatamente.

### Auto con il cambio manuale
Quando il conducente ferma la vettura su un pendio dove il muso della macchina è parecchio più alto rispetto alla sua parte posteriore, il sistema si attiva nel momento in cui il piede del conducente schiaccia il pedale del freno e poi schiaccia fino al fondo anche il pedale della frizione. Il controllo funziona grazie al collegamento con il sistema ESP della vettura; si tratta di un sensore che gli trasmette le informazioni su quale pendenza ha frenato il veicolo. Perciò, rilevando che il veicolo è in frenata su una strada con pendenza non inferiore al 2% e il pedale della frizione è premuto, si attiva il sistema di mantenimento in salita. Per staccare il sistema e far avanzare il veicolo, il conducente seleziona la prima marcia, schiaccia dolcemente il pedale dell'acceleratore e poi lascia lentamente il pedale della frizione, che a un certo punto della sua corsa stacca l'impianto frenante, consentendo all’auto di proseguire.

### Auto con il cambio automatico
Un automobile con il cambio automatico è dotato di un sensore di inclinazione che, raggiunta o superata una certa angolazione, segnala all'impianto frenante di tenere i freni premuti per qualche secondo in più dopo che il conducente ha lasciato il pedale del freno. Questo dà al conducente il tempo di schiacciare il pedale dell'acceleratore per far avanzare l'auto.